# Sudáfrica en los Juegos Paralímpicos de Barcelona 1992
Sudáfrica estuvo representada en los Juegos Paralímpicos de Barcelona 1992 por diez deportistas, nueve hombres y una mujer.

## Medallistas
El equipo paralímpico sudafricano obtuvo las siguientes medallas:
| Nombre            | Deporte   | Evento                    |
| ----------------- | --------- | ------------------------- |
| Oro               |           |                           |
| Pieter Badenhorst | Atletismo | 400 m TS3 masculino       |
| Leon Labuschagne  | Atletismo | Disco THW4 masculino      |
| Derrick Hyman     | Atletismo | Jabalina THW6 masculino   |
| Tadhg Slattery    | Natación  | 100 m braza SB5 masculino |
| Plata             |           |                           |
| Pieter Badenhorst | Atletismo | 200 m TS3 masculino       |
| Bronce            |           |                           |
| Neil Louw         | Atletismo | 200 m TS4 masculino       |
| Neil Louw         | Atletismo | 400 m TS4 masculino       |
| Jeddie Schabort   | Atletismo | Maratón TW3-4 masculino   |